# Khamerernebti I
Khamerernebti I (fl. XXVI secolo a.C.) è stata una regina egizia della IV dinastia.

## Biografia
Fu probabilmente sposa del faraone Chefren (ca. 2558 a.C. - 2532 a.C.) e madre del faraone Micerino (Menkaura) e della regina Khamerernebti II. È probabile che fosse una figlia di Cheope, siccome certe iscrizioni la appellano "Figlia del re".
Khamerernebti I è identificata con la "Madre del re" il cui nome, parzialmente intatto, è inscritto su di un coltello di selce rinvenuto nel tempio funerario di Micerino. Il fatto che fosse madre di re Micerino potrebbe essere probante per quanto riguarda il suo matrimonio con Chefren: non esistono infatti iscrizioni o documenti che esplicitino tale legame.

## Sepoltura

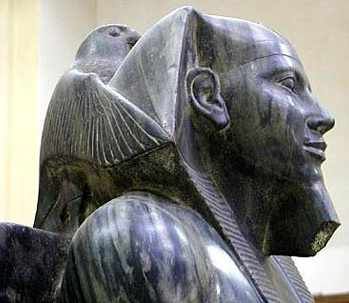
Statua di Chefren, molto probabilmente sposo e fratello (o fratellastro) di Khamerernebti I. Museo egizio del Cairo

La cosiddetta "Tomba di Galarza" (o "Tomba del conte Galarza"), a Giza, fu probabilmente progettata per la regina Khamerernebti I ma portata a termine per la figlia, Khamerernebti II. Le iscrizioni di tale tomba sono un'importante fonte di informazioni sulla regina. L'architrave dell'ingresso reca un testo nel quale sono menzionate sia Khamerernebti I che Khamerernebti II:
La "Tomba di Galarza" menziona anche un sacerdote di nome Nimaetre, e la sua sepoltura, nei paraggi, a sua volta mostra riferimenti alla regina madre.
Baud ha suggerito che una tomba senza nome scavata nella roccia, scoperta da Selim Hassan a sud della sepoltura di un certo Rauer, potrebbe essere appartenuta alla regina. Callender e Jànosi hanno replicato con una serie di motivazioni contrarie.